# Усть-Сара
Усть-Сара (рос. Усть-Сара) — присілок у Лодєйнопольському районі Ленінградської області Російської Федерації.
Населення становить 10 осіб. Належить до муніципального утворення Альоховщинське сільське поселення.

## Історія
Згідно із законом від 20 вересня 2004 року № 63-оз належить до муніципального утворення Альоховщинське сільське поселення.

## Населення
| 1910 | 1927 | 1958 | 1997 | 2007 | 2010 | 2014 |
| ---- | ---- | ---- | ---- | ---- | ---- | ---- |
| 129  | ↘121 | ↘88  | ↘24  | ↘14  | ↗17  | ↘12  |
| 2015 | 2016 |      |      |      |      |      |
| ↘10  | →10  |      |      |      |      |      |